# Robert Génin
Robert Génin est un scénariste français de bande dessinée. Il a notamment participé à la série Brunelle et Colin avec François Bourgeon, à la série L’Étalon noir avec Michel Faure et Sylvain et Sylvette avec Claude Dubois. 

## Biographie
Robert Génin, né le 18 mars 1928 à Paris et mort le 6 septembre 1997 à Saint-Germain-en-Laye, est un scénariste de bande dessinée, journaliste et traducteur français.
Il a notamment participé aux séries Brunelle et Colin avec François Bourgeon, L’Étalon noir avec Michel Faure ainsi que Sylvain et Sylvette avec Claude Dubois. Il est également le scénariste de la série Yann, le migrateur, illustrée par Claude Lacroix.

## Publications
Brunelle et Colin, Glénat, scénario de Robert Génin, dessin de François Bourgeon (1-2) puis Didier Convard (3-7)
- 1 Le Vol noir, Glénat,  (ISBN 2-7234-0099-9), 1979
Scénario : Robert Génin - Dessin et couleurs : François Bourgeon
- 2 Yglinga, Glénat,  (ISBN 2-7234-0168-5), 1980
Scénario : Robert Génin - Dessin et couleurs : François Bourgeon
- 3 La Nuit de la bête, Glénat,  (ISBN 2-7234-0300-9), 1982
Scénario : Robert Génin - Dessin : Didier Convard - Couleurs : Didier Convard
- 4 Le Félon, Glénat,  (ISBN 2-7234-0381-5), 1983
Scénario : Robert Génin - Dessin : Didier Convard - Couleurs : Anne Bosser
- 5 L'Aigle de Mounrah, Glénat,  (ISBN 2-7234-0412-9), 1984
Scénario : Robert Génin - Dessin : Didier Convard - Couleurs : Anne Bosser
- 6 Le Roi perdu, Glénat,  (ISBN 2-7234-0536-2), 1985
Scénario : Robert Génin - Dessin : Didier Convard - Couleurs : Anne Bosser
- 7 Le Long Serpent, Glénat,  (ISBN 2-7234-0860-4), 1988
Scénario : Robert Génin - Dessin : Didier Convard - Couleurs : Inconnu
- Intégrale Brunelle et Colin, Glénat,  (ISBN 2-7234-2957-1), 1999
Scénario : Robert Génin - Préface d'Henri Filippini - Dessin : Didier Convard / François Bourgeon - Couleurs : Collectif

L'Étalon noir, avec Michel Faure, Hachette (d'après The Black Stallion de Walter Farley)
- 1 L'Étalon noir, Hachette,  (ISBN 2-01-008208-7), 1982
Scénario : Robert Génin - Dessin : Michel Faure
- 2 Black contre Satan, Hachette,  (ISBN 2-01-008480-2), 1982
Scénario : Robert Génin - Dessin : Michel Faure
- 3 Le Désert de la mort, Hachette,  (ISBN 2-01-008874-3), 1983
Scénario : Robert Génin - Dessin : Michel Faure
- 4 Black, le rebelle, Hachette,  (ISBN 2-01-009333-X), 1984
Scénario : Robert Génin - Dessin : Michel Faure
- 5 Black et le Fantôme, Hachette,  (ISBN 2-01-010253-3), 1984
Scénario : Robert Génin - Dessin : Michel Faure
- 6 Black, le champion, Hachette,  (ISBN 2-7333-0174-8), 1985
Scénario : Robert Génin - Dessin : Michel Faure

Yann, le migrateur, Glénat, scénario de Robert Génin, dessin de Claude Lacroix
- 1 La Planète aux illusions[3], Glénat,  (ISBN 2-7234-0095-6), 1978
Scénario : Robert Génin - Dessin : Claude Lacroix
- 2 La Cité des sept sages, Glénat,  (ISBN 2-7234-0124-3), 1979
Scénario : Robert Génin - Dessin : Claude Lacroix
- 3 Le Refus des étoiles, Glénat,  (ISBN 2-7234-0171-5), 1980
Scénario : Robert Génin - Dessin : Claude Lacroix
- 4 L'Île des fous, Glénat,  (ISBN 2-7234-0301-7), 1982
Scénario : Robert Génin - Dessin : Claude Lacroix
- 5 Les Survivants de Galia, Glénat,  (ISBN 2-7234-0432-3), 1984
Scénario : Robert Génin - Dessin : Claude Lacroix

## Collaboration avec Claude Dubois
Robert Génin écrit les scénarios pour une série d'albums de Sylvain et Sylvette de 1976 à 1986 avec Claude Dubois qui réalise les dessins. Les albums se présentent en format à l'italienne, 16 planches, couverture souple.

### Série les Aventures de Sylvain et Sylvette (Albums Fleurette nouvelle série 1967-1979)[4]
1. La Bicyclette, 1976
2. La Visite d'Hector, 1976
3. La Pierre rouge, 1976
4. La Machine à remonter le temps, 1976
5. L’Écran magique, 1976
6. Un marché honnête, 1977
7. La Revanche des animaux, 1978
8. Les Pièges, 1978
9. Les Piégeurs piégés, 1978
10. La Méprise, 1979
11. L'Inondation, 1979

### Série les Aventures de Sylvain et Sylvette (Albums Fleurette troisième série 1980-1985)[5]
1. Bon Anniversaire, 1983
2. Le Bonhomme de neige, 1983
3. L'ours a un plan, 1984
4. L'Accident, 1984
5. Le Vieux Moulin, 1984
6. Les compères font de la photo, 1984
7. Une bonne imitation, 1985
8. Le Voyage en ballon, 1985
9. La Complainte de Renard, 1985
10. Menaces sur la forêt, 1985
11. Les Otages, 1986
12. L'ours fait la cuisine, 1986

### Publication dans le journal Fripounet
En 1986, le groupe Fleurus Presse qui édite les albums Fleurette change de propriétaire. Les derniers épisodes, écrit en collaboration Génin/Dubois, paraissent uniquement dans le journal Fripounet 
1. Guitare et fausses notes (Fripounet, du n°46,1985 au n° 01, 1986)
2. Le Miroir déformant (Fripounet, du n°7 au n°14, 1986)
3. L'Anniversaire de l'ours (Fripounet, du n°16 au n° 23, 1986)
4. Le voyage souterrain (Fripounet, du n°30 au n° 37, 1986)

En 2009, Claude Dubois propose deux ouvrages Aventures inédites 1/2 et 2/2, aux Éditions Bonnet Bleu, regroupant des histoires parues dans Fripounet, mais non publiées en album Fleurette. Ils contiennent ces quatre épisodes.

## Prix
- 1983 : Alfred Enfant au festival d'Angoulême pour L'Étalon noir, t. 2 (avec Michel Faure)